# 81-572/573
81-572/573 — тип электровагонов метрополитена, являющийся модификацией вагонов типа 81-717.5/714.5 для Варшавского метро. Вагоны модели 81-572 — головные, 81-573 — промежуточные.

## История
В 1994-1997 годах и в 2007 году варшавское метро заключило два контракта на поставку новых вагонов с петербургским заводом имени Егорова (ЗАО «Вагонмаш»). Для Варшавы петербургские вагоностроители разработали электровагоны типов 81-572/573 и 81-572.1/573.1. Как и все экспортные типы, данные вагоны рассчитаны на колею 1435 мм, а в общих чертах мало отличаются от 81-717/714. Салон варшавских номерных отличается сиденьями фирмы TAPS и цветом пластика. И тот, и другой элементы салона проходили серьёзные испытания на пожарную безопасность. В отличие от первично поставляемых в Польшу вагонов модели 81-717.3/714.3 производства Метровагонмаш их петербургские аналоги серии 81-572/573 издают меньше шума в пассажирских салонах.
В 2007 году варшавское метро оформило договор с АО «Вагонмаш» на поставку 30 вагонов новой модификации 81-572.2/81-573.2. Летом 2008 года на «Вагонмаше» был собран первый состав из вагонов данного типа. От предыдущих модификаций вагоны отличаются новой формой кабины машиниста у головных вагонов 81-572.2, аналогичной устанавливаемой на 81-540.2, а также наличием двух вентиляционных блоков в торцах и отсутствием черпаков на крыше. Для забора воздуха используется 4 воздухопроводящих отверстия, которые прикрыты защитными металлическими накладками, которые напоминают черпак, но на самом деле они сквозные. Каждый вентиляционный блок генерирует 6000 м³ воздуха в минуту, потребляемая мощность — 2*2Квт/час, из-за чего пришлось установить БПН вместо стандартного БПСН. Отделка салона — металлические листы, покрашенные порошковым красителем. Сидения изготовлены в Польше, аналогичные тем, что устанавливали в 2001—2002 годах на 81-540/541 и 81-540.7/541.7, только красного цвета и с другой текстурой. Из внутренних отличий также можно упомянуть наличие системы видеонаблюдения в салоне и бегущих строк.
Стоит отметить, что после испытаний и запуска в эксплуатацию вагоны 81-572.2/573.2 показали себя не с самой лучшей стороны: система вентиляции работала не достаточно хорошо, и в вагонах было душно. Специалисты завода «Вагонмаш» и метрополитена Варшавы совместно работали над устранением этой неисправности. Сейчас эти вагоны работают нормально.
В 2009 году Варшава получила 2 дополнительно заказанных состава 81-572.2/573.2.
В 2013 году выпущены два состава модели 81-540.3К/541.3К для Киева. Вагоны имеют аналогичную 81-572.2/81-573.2 принудительную систему вентиляции (отличие только в конструкции воздухозаборников на крыше), и полностью аналогичный салонокомплект из металлических листов с порошковым покрытием. Схема окраски аналогична вагонам 81-540.2К.
29 марта 2023 года был отставлен состав с номерами 013-417-418-426-427-014. Таким образом именно он стал первым в варшавском метро отставленным от эксплуатации поездом.
29 апреля того же года этот состав приехал в Киев для запчастей остальных составов.
Данные по выпуску вагонов 81-572/573 и модификаций .1, .2 по годам приведены в таблице:
| Год выпуска    | Модернизация   | 81-572         | 81-572     | 81-573         | 81-573     |
| Год выпуска    | Модернизация   | Номера вагонов | Количество | Номера вагонов | Количество |
| 1994           | 81-572/573     | 005-028        | 24         | 406-413        | 8          |
| 1997           | 81-572.1/573.1 | 029-030        | 2          | 414-429        | 16         |
| 2008           | 81-572.2/573.2 | 031-036        | 6          | 460-471        | 12         |
| 2009           | 81-572.2/573.2 | 037-044        | 8          | 472-487        | 16         |
| Всего          |                |                |            |                |            |
| 81-572/573     | 005-028        | 24             | 406-413    | 8              |            |
| 81-572.1/573.1 | 029-030        | 2              | 414-429    | 16             |            |
| 81-572.2/573.2 | 031-044        | 14             | 460-487    | 28             |            |